# Willie the Pimp
Willie the Pimp (lett. Willie "il pappone") è un brano musicale rock blues composto da Frank Zappa e incluso nel suo album solista del 1969 Hot Rats. Il brano include una caratteristica performance vocale da parte di Captain Beefheart al cantato e uno degli assoli di chitarra elettrica più celebri e celebrati di Zappa. È l'unica traccia non esclusivamente strumentale sull'album, anche se contiene comunque un esteso break strumentale.
La rivista Rolling Stone ha posizionato la canzone al numero 75 nella classifica "The 100 Greatest Guitar Songs of All Time".

## Il brano
Il titolo dell'album Hot Rats proviene dalle liriche di Willie the Pimp. L'origine della canzone è stata spiegata da Zappa stesso provenire da una intervista che aveva fatto con due donne a New York nel 1969. L'intero colloquio, registrato da Zappa all'epoca, venne integralmente pubblicato con il titolo The Story of Willie the Pimp sul Mystery Disc presente nel box set The Old Masters Box Two del 1986. Precisamente si trattava di una breve intervista con Annie Zannas e Cynthia Dobson di Coney Island nella quale si faceva riferimento al padre di una delle ragazze chiamandolo, appunto, "Willie il pappone" dell'Hotel Lido.
Il testo della canzone descrive uno squallido pappone di nome Willie, il suo stile nel portare i capelli, il suo abbigliamento pacchiano con pantaloni color kaki e scarpe lucide, mentre nella hall di un albergo parla con una delle sue "ragazze". Il tono è colloquiale, a volte ambiguo e pieno di sottintesi sessuali.
Vi figura il violino di Don "Sugarcane" Harris e pregevoli assoli di chitarra elettrica da parte di Zappa che sembrano improvvisati durante una jam session, anche se invece furono attentamente montati per la pubblicazione. Il brano è l'unica traccia vocale sull'album, l'unica composizione che possa avvicinarsi alla classica forma "canzone" anche se non in maniera convenzionale.
La versione originale presente sull'album in vinile è lunga 9 minuti e 25 secondi, mentre la versione attualmente disponibile in CD è più breve di circa 10 secondi. Willie the Pimp è lievemente differente durante l'introduzione e nell'assolo di chitarra. Questo è dovuto al fatto che nel 1987 Zappa remixò l'intero Hot Rats per la ristampa in formato Compact Disc. Il nuovo remix fu ampiamente criticato dai fan di Zappa che preferivano il missaggio originale del 1969 presente nella versione LP e ritenuto "più musicale".

## Musicisti

### Versione suHot Rats
- Frank Zappa - chitarra, basso ottavino, percussioni
- Ian Underwood - pianoforte, organo, clarinetto, sassofono
- Captain Beefheart - voce
- Don "Sugarcane" Harris - violino
- John Guerin - batteria
- Max Bennett - basso

### Versione suFillmore East - June 1971
- Frank Zappa - chitarra & dialogo
- Mark Volman - voce & dialogo
- Howard Kaylan - voce & dialogo
- Ian Underwood - fiati, tastiere & voce
- Aynsley Dunbar - batteria
- Jim Pons - basso, voce & dialogo
- Bob Harris - seconda tastiera e voce
- Don Preston - Minimoog

### Versione suYou Can't Do That on Stage Anymore, Vol. 4
- Frank Zappa - chitarra solista/voce
- Ike Willis - chitarra/voce
- Ray White - chitarra/voce
- Bobby Martin - tastiere/sax/voce
- Allan Zavod - tastiere
- Scott Thunes - basso
- Chad Wackerman - batteria

## Cover
- I Juicy Lucy reinterpretarono Willie the Pimp sul loro album del 1970 Lie Back and Enjoy It, la loro versione è stata inclusa nella compilation di Andy Votel intitolata Vertigo Mixed, pubblicata nel 2005.
- Gli Stack Waddy sul loro 1972 album Bugger Off!
- La band Clouds (insieme a Adam McGrath) sul loro Legendary Demo alla traccia Magic Hater
- I Qui sul loro album del 2007 Love's Miracle.
- Alex Harvey registrò una versione del brano sull'album The Joker is Wild
- L'ex chitarrista di Zappa Warren Cuccurullo ha reinterpretato la canzone nel suo album del 1998 Roadrage.
- DMC, Talib Kweli, MMM & Ahmet Zappa in versione rap sull'album The Frank Zappa AAAFNRAAAA Birthday Bundle 2010